# Hillel Seidel
Hillel Seidel (hebr.: הלל זיידל‬, ur. 9 października 1920 w Krakowie, zm. 14 lutego 1999) – izraelski polityk, w latach 1974–1981 poseł do Knesetu.

## Życiorys
Urodził się 9 października 1920 w Krakowie. Uczęszczał do chederu i jesziwy, następnie studiował ekonomię w Wilnie. W trakcie II wojny światowej działał w ruchu anty-nazistowskim  w wileńskim getcie, a następnie w obozie koncentracyjnym Klooga. Po wojnie powrócił do Polski, a w 1948 wyemigrował do Izraela.
W trzynastym Knesecie zasiadał w Komisji.
W wyborach parlamentarnych w 1973 po raz pierwszy dostał się do izraelskiego parlamentu z listy Niezależnych Liberałów. W ósmym Knesecie przewodniczył podkomisji ds. walki z wypadkami drogowymi.
W wyborach w 1977 ponownie został wybrany posłem, tym razem z listy Likudu. W kolejnych wyborach nie udało mu się zdobyć mandatu poselskiego
Zmarł 14 lutego 1999.